# Uusküla (Rapla)
Uusküla – wieś w Estonii, w prowincji Rapla, w gminie Rapla.